# Olavo de Carvalho
Olavo Luiz Pimentel de Carvalho (n. 29 aprilie 1947, Campinas, São Paulo, Brazilia – d. 24 ianuarie 2022, Richmond, Virginia, SUA), cunoscut sub numele de Olavo de Carvalho, a fost un jurnalist și eseist brazilian care activează în domeniile istoriei filozofiei, religiei comparate și istoriei revoluțiilor.
A fost, de asemenea, specialist în kremlinologie⁠(en)[traduceți], în învățământul tradiționalist, în religii comparate, psihologie și antropologie filozofică. Este cunoscut în Brazilia pentru ideile sale politice conservatoare și pentru critica adusă politicii de stânga.